# 피에르 가상디

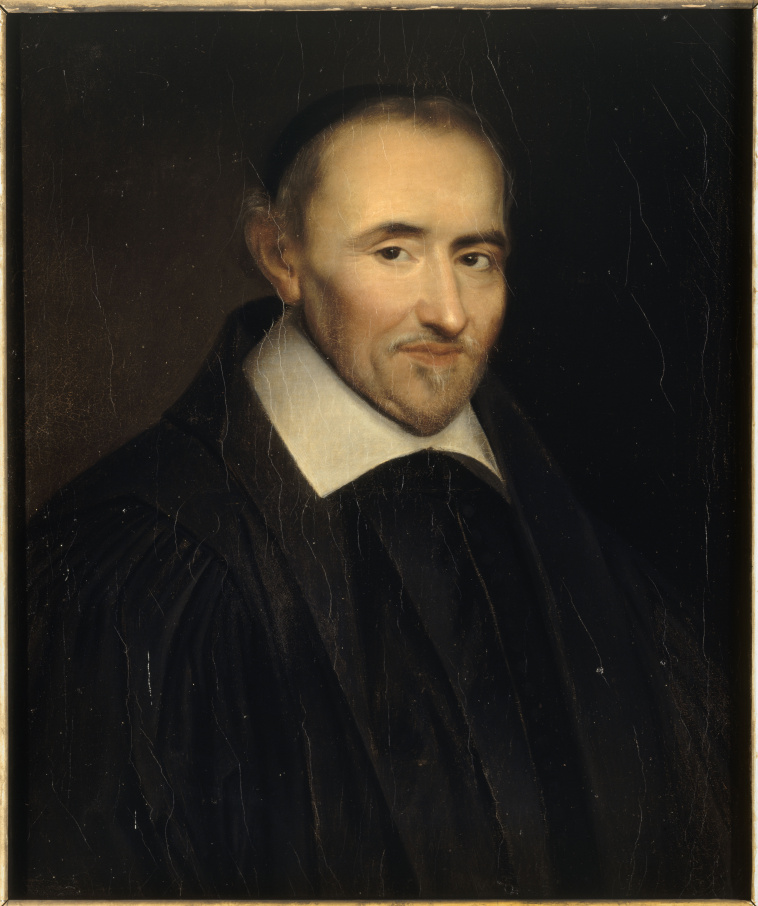
피에르 가상디

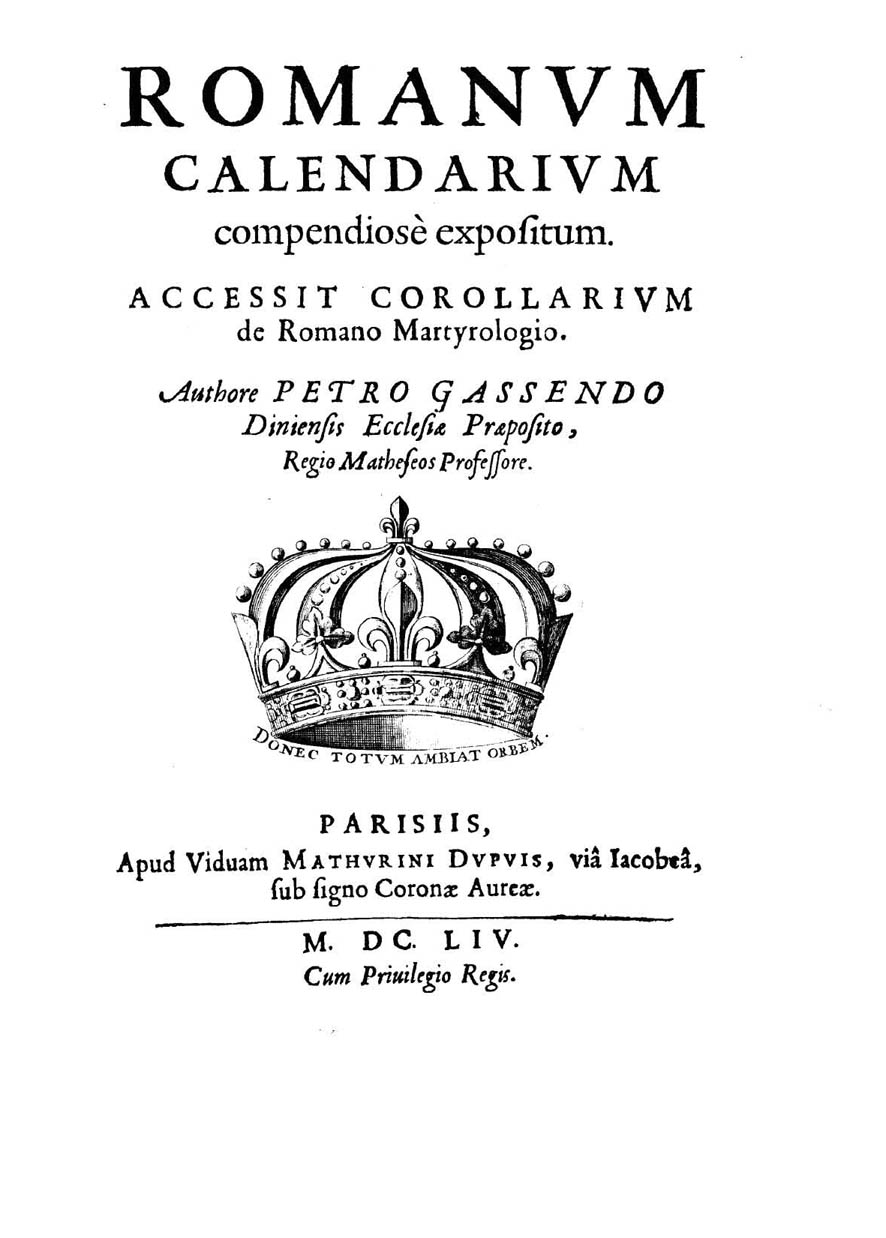
Romanum calendarium

피에르 가상디(프랑스어: Pierre Gassendi, 1592년 1월 22일 ~ 1655년 10월 24일)는 프랑스의 물리학자·수학자·철학자이다. 샹테르시에에서 출생하였다. 어릴 때부터 총명하여 수재라는 이름을 얻고, 엑스 대학에서 신학 및 철학을 배웠다. 1623년까지 엑스 대학에서 신학 및 철학을 가르쳤고 후에 디뉴의 수석 사제(司祭)가 되었는데 파리에서 과학자·철학자와 끊임없이 교제하여 1645-1648년에는 콜레주 드 프랑스의 수학 교수를 역임했다. 1648년 폐병에 걸리자 엑스로 돌아와 파리에서 저작 활동에 종사하다가 사망하였다. 그의 철학은 원자론적 자연학과 목적론적 신학(神學)과의 절충이었다. 그는 철학자로서 신자연학(新自然學)과 가톨릭 정통 교의(敎義)의 융화를 꾀하여 아리스토텔레스·토마스와 데카르트 기계론 등의 학설에 반대하고, 에피쿠로스의 원자론을 지지하였다. 이 점에서 데카르트와 대립을 보여 약 6년간 서로 논쟁하였다. 또한 그는 윤리학에 있어서도 에피쿠로스의 행복주의를 부활시켜 고대 유물론을 개진시켰다. 과학자로서는 천체의 관측 및 지중해의 수로도 작성 등 위대한 업적을 남겼으며 지동설에 관해서는 갈릴레이와 코페르니쿠스에 동조하였다.

## 주요 저서
- 《에피쿠로스 철학 집성》(1649년)
- 《철학 집성》(1658년)